# 크리스토퍼 기스트

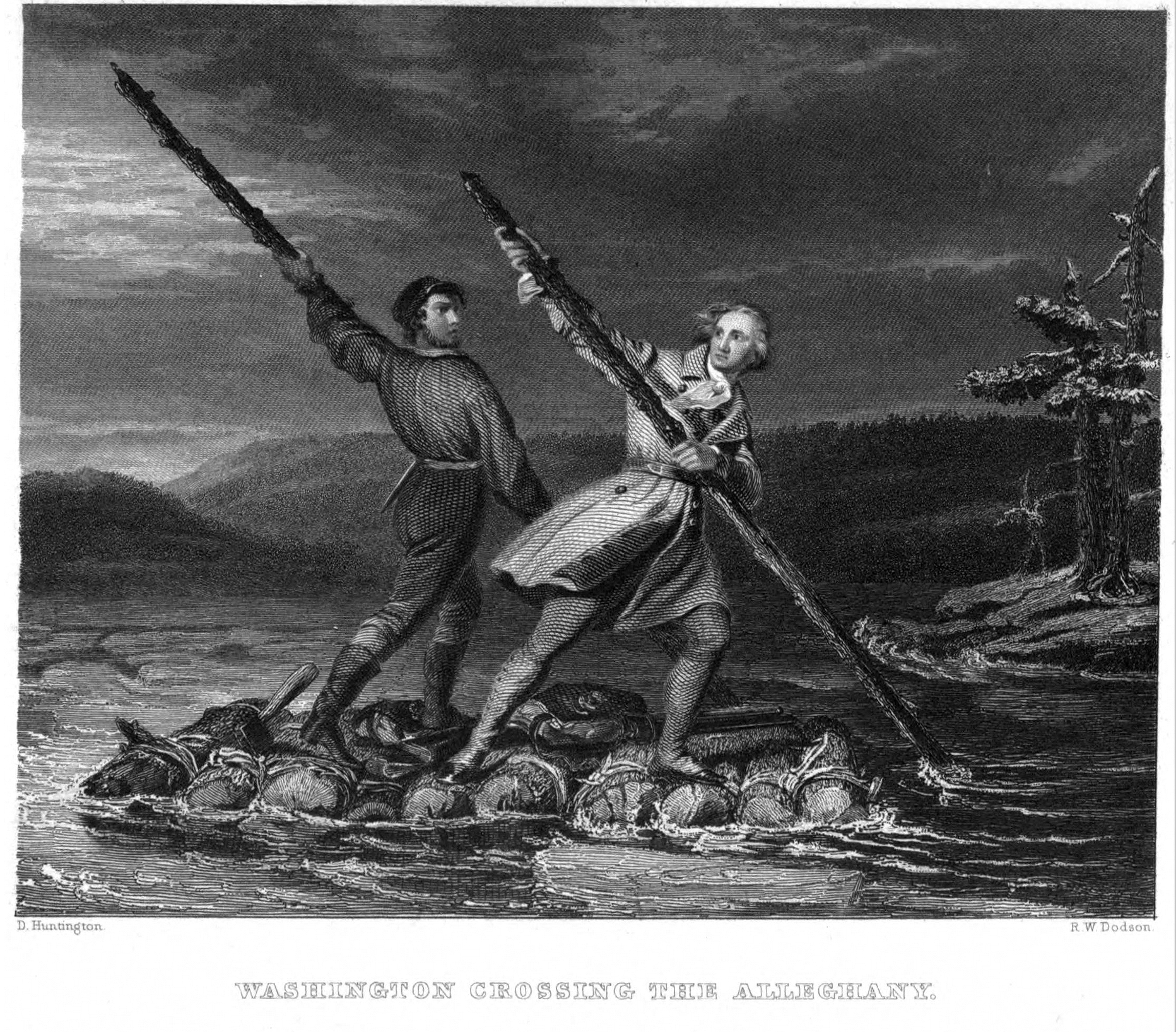
뗏목을 타고 앨러게니강을 건너는 워싱턴과 기스트.

크리스토퍼 기스트(Christopher Gist, 1706년 ~ 1759년)는 식민지 시대 영국의 탐험가, 개척자, 측량사이다. 오하이오 영토(오늘날의 미국 오하이오, 인디애나, 펜실베이니아, 웨스트버지니아)를 처음 밟은 백인이다. 또한 프렌치 인디언 전쟁 때는 당시 영국군 대령이었던 조지 워싱턴과 함께 황무지에서 임무를 수행했고, 그 과정에서 두 차례 워싱턴의 목숨을 구했다.